# Заянде-Руд (город)
Заянде-Руд или Бабашейх-Али (перс. زاینده‌رود‎) — город в центральном Иране, в провинции Исфахан. Входит в состав шахрестана Ленджан. По данным переписи, на 2006 год население составляло 9 891 человека.

## География
Город находится в юго-западной части Исфахана, в гористой местности центрального Загроса, в левобережной части долины реки Заянде. Абсолютная высота — 1679 метров над уровнем моря.
Заянде-Руд расположен на расстоянии приблизительно 37 километров к юго-западу от Исфахана, административного центра провинции и на расстоянии 357 километров к югу от Тегерана, столицы страны. Ближайший аэропорт расположен в городе Зерриншехр.